# La novela del Cholito
La novela del Cholito es una telenovela ecuatoriana de comedia dramática producida la cadena de televisión Ecuavisa, dirigida por Jorge Toledo. La historia se basa en el personaje de "El Cholito", interpretado por David Reinoso, quien hace blackface dentro del programa cómico Vivos.
Protagonizada por David Reinoso, Giovanna Andrade y Flor María Palomeque, con las participaciones antagónicas de Julio César Herrera, Ruddy Rodríguez, Andrés Garzón, Bernardo Menendez, Carlos Valencia, Pablo Mario Ansaldo, Xavier Pimentel, Rosanna Constante y las primeras actrices Martha Ontaneda, Tania Salas y Martha de Salas. Cuenta además con las actuaciones estelares de Catherine Velasteguí, Roberto Chávez, Marcela Ruete, Issam Eskandar, María José Blum y los primeros actores Miriam Murillo, Luis Villamar y Antonio Aguirre.

## Historia
Cuenta la historia de Pepe José Chalén, más conocido como “El Cholito” (David Reinoso), un joven humilde  y poco agraciado, que ha logrado ser periodista y quiere triunfar en la televisión ecuatoriana, aunque está desempleado. Su madre Esther Chalén (Miriam Murillo) lo despierta todas las mañanas para salir a buscar trabajo. 
Por una casualidad fortuita, Pepe Chalén llega a trabajar a Imagen TV, un canal de televisión en el que, sin saberlo, conocería a la mujer de sus sueños: La niña María Gracia (Giovanna Andrade). Este será su amor imposible, por la diferencia de clases sociales y porque, además, ella está comprometida con Juan Fernando Campos (Julio César Herrera), hijo del dueño del canal. Para acercarse a ella, aceptará ser contratado como chofer, con tal de tener una oportunidad para declararle su amor a La niña María Gracia. Pero este es solo el inicio de una historia de superación y autoestima, donde se demuestra que la imagen no lo es todo para triunfar en la vida.

## Reparto
- David Reinoso - José "Pepe" Chalén "El Cholito"
- Giovanna Andrade - Maria Gracia Echeverría "La Niña"
- Flor María Palomeque - Xiomara Dayana Mite "Xiomy"
- Ruddy Rodríguez - Doménica Rossi
- Julio César Herrera - Juan Fernando Campos-Herrera
- Andrés Garzón - Justino Soto
- Miriam Murillo - Doña Esther Chalén
- Tania Salas - Doña Rosa Mite
- Carlos Valencia - Colin Yagual
- Martha Ontaneda - Marcia Wright de Campos-Herrera
- Antonio Aguirre - Alfredo Campos-Herrera
- Marcela Ruete - María del Rosario Triviño "La Cococha"
- Walter Frei - Esteban "Gatito Bebe"
- Roberto Chávez - Holger Zambrano
- María José Blum - Patricia Campos-Herrera
- Issam Eskandar - Michael Caiche
- Bernardo Menéndez - Silverio Echeverría
- Pablo Mario Ansaldo - Nicolás "Nick" Andrade
- Fabian Torres - Jean Paul Ortega
- Catherine Velasteguí - Isabel "Chabela" Murillo
- Ricardo Granizo - Cabo Angel Lalama
- Luis Villamar - Agapito Zambrano
- María Fernanda Pazmiño - Valeria de Echeverría
- Xavier Pimentel - Alejandro Santana
- Armando Rivas - Don Segundo Quishpe
- Fabián Tapia - Roger
- Augusto Enríquez - Ab. Hilton Zavala
- Efraín Ruales - Washington
- Martha de Salas - Bianca Duque "La Nena"
- Rosanna Constante - Angela Campos Duque
- Cecilia Cascante - Claudia
- Jose Enrique Pacheco - Cabo Rodrigo Gomez
- Pamela Zambrano - Jessenia Castro

### Invitados especiales
- Eduardo Maruri - El mismo
- Úrsula Strenge - Ella mismo
- Angello Barahona - El mismo

## Emisión internacional
Frecuencia Latina 
  Unitel 
  TVes - Canal I
  TVO 
  Ecuavisa Internacional 
  Ecuavisa Internacional
  Ecuavisa Telenovelas

## Premios y nominaciones

### Premios ITV
| Categoría                | Nominado              | Resultado |
| ------------------------ | --------------------- | --------- |
| Mejor programa dramático | La novela del Cholito | Nominado  |
| Mejor actor dramático    | David Reinoso         | Ganador   |
| Mejor actriz dramática   | Flor María Palomeque  | Nominada  |

### Premios Teletón
| Año  | Categoría               | Nominado        | Resultado |
| ---- | ----------------------- | --------------- | --------- |
| 2007 | Mejor Actor Protagónico | David Reinoso   | Ganador   |
| 2007 | Mejor Actriz Extranjera | Ruddy Rodríguez | Ganadora  |

### Premios En Contacto
| Año  | Categoría                               | Nominado              | Resultado |
| ---- | --------------------------------------- | --------------------- | --------- |
| 2008 | Mejor Actor Protagónico                 | David Reinoso         | Ganador   |
| 2008 | Mejor Actriz Protagónica                | Giovanna Andrade      | Ganadora  |
| 2008 | Mejor Villano                           | Bernardo Menéndez     | Ganador   |
| 2008 | Mejor Actor Revelación                  | Roberto Chávez        | Ganador   |
| 2008 | Mejor Actriz Revelación                 | Marcela Ruete         | Ganadora  |
| 2008 | Telenovela con mayor rating en sintonía | La novela del Cholito | Ganador   |

## Continuación
- Mostro de Amor (2010), es la segunda parte de la trama, dirigida por Guillermo Ushca y producida por el canal Teleamazonas. Esta versión contó con la gran mayoría del elenco, y no tuvo el mismo éxito que la primera parte.
- En 2024, el director Jorge Toledo anunció que Ecuavisa realizará una continuación de la historia, 16 años después del estreno de su primera parte.[1]